# Méliphage de Tagula
Microptilotis vicina
Espèce
Statut de conservation UICN

 LC  : Préoccupation mineure
Le Méliphage de Tagula (Microptilotis vicina) est une espèce de passereau de la famille des Meliphagidae.

## Répartition
Cet oiseau est endémique de Tagula dans l'archipel des Louisiades (Papouasie-Nouvelle-Guinée).

## Population
L'espèce a été décrite comme abondante. La taille de la population a été estimée entre 53 000 et 85 000 individus.

## Habitat
Il habite la canopée et le sous-étage dans la plupart des types d'habitats, des mangroves, des forêts et à leur lisière, dans les basses terres jusqu'à 800 m.

## Alimentation
Comme l'ensemble des méliphages, il se nourrit d'insectes, de nectar et de fruits.

## Reproduction
L’espèce a montré la tendance générale dans la famille des méliphages selon laquelle seule la femelle construit le nid et incube. Les nids étaient similaires à ceux précédemment observés et à ceux des espèces apparentées.

La structure extérieure du nid est faite de toiles d'araignées ornées de vieilles feuilles et de leurs restes vasculaires, de lichens et d'enveloppes d'œufs d'araignées. À l'intérieur, une couche distincte de fibres grossières de palmier et des sections de vieilles pennes de palmier. Vient ensuite une couche de fibres de palmier très fines et une couche plumeuse de fines pelures de graines blanches.

Le nid est placé sur une fourche sous des feuilles, obscurcissant le nid par le haut et offrant un abri contre la pluie.

Le nid contient deux œufs blancs, avec un anneau de tâches et de marques brunes autour de l'extrémité la plus large.

Le mâle ne visite la zone de nidification qu'après l'éclosion des œufs.

## Sous-espèces
D'après la classification de référence (version 12.1, 2022) du Congrès ornithologique international, il n'existe aucune sous-espèce.

## Menaces
L'exploitation forestière a dégradé une partie de la forêt des basses terres de Tagula . Les forêts subissent une pression croissante de l'agriculture de subsistance des populations humaines croissantes.

La prospection commerciale de l'or a lieu dans les forêts de l'île de Tagula.

L'espèce peut subir la prédation de la couleuvre brune, des rongeurs, des chats et des chiens introduits, et peut subir la concurrence et les effets indirects d'espèces d'oiseaux envahissantes telles que le moineau domestique, le martin triste et l'étourneau sansonnet.

La faible zone de présence de l'espèce la rend vulnérable aux événements environnementaux tels que les sécheresses et les cyclones.